# Bunnell
La ville de Bunnell est le siège du comté de Flagler, dans l’État de Floride, aux États-Unis. Sa population, qui s’élevait à 2 676 habitants lors du recensement de 2010, est estimée à 2 943 habitants en 2019.

## Démographie
| 1920 | 1930 | 1940  | 1950  | 1960  | 1970  |
| ---- | ---- | ----- | ----- | ----- | ----- |
| 682  | 671  | 1 030 | 1 341 | 1 860 | 1 687 |

| 1980  | 1990  | 2000  | 2010  | - | - |
| ----- | ----- | ----- | ----- | - | - |
| 1 816 | 1 873 | 2 122 | 2 676 | - | - |

## Source
- (en) Cet article est partiellement ou en totalité issu de l’article de Wikipédia en anglais intitulé « Bunnell, Florida » (voir la liste des auteurs).

## liens externes
- Notices d'autorité :   - VIAF
  - LCCN
  - Israël
  - WorldCat
- Ressource relative à la géographie :   - Geographic Names Information System
- (en) Site officiel